# Gösta Torelius
Gustaf "Gösta" Siegmund Elias Torelius född 30 december 1879 i Basel, död 8 april 1953, var en svensk chefredaktör; son till Gustaf Torelius.
Efter studentexamen 1899 studerade Torelius vid handelsinstitut och var tjänsteman på försäkringsbolaget Allmänna Brand i Jönköping 1900–02. Han var medarbetare i Vårt Land 1902–05, Stockholms Dagblad 1905–21, därunder korrespondent i Berlin 1910–21, krigskorrespondent under första världskriget, medarbetare i bland annat Stockholms-Tidningen och Industria, korrespondent till Sydsvenska Dagbladet Snällposten i Berlin 1918–31, andre redaktör för Sydsvenska Dagbladet Snällposten i Malmö och chef för dess utrikesavdelning 1931, chefredaktör 1934–35 och ansvarig utgivare 1934–37. Han var medlem av Publicistklubben från 1902.